# Calciumbromid
Calciumbromid ist das Calciumsalz der Bromwasserstoffsäure (Bromide). Es ist ein farbloser, an der Luft sich langsam gelb färbender Feststoff.

## Gewinnung und Darstellung
Calciumbromid lässt sich durch Reaktion von Calciumcarbonat, Calciumoxid oder Calciumhydroxid mit Bromwasserstoff gewinnen.
{\displaystyle \mathrm {CaO+2\ HBr\longrightarrow CaBr_{2}+H_{2}O} }
Eine Alternative ist die Umsetzung der Calciumsalze mit Brom und einem Reduktionsmittel wie Ameisensäure oder Formaldehyd.
{\displaystyle \mathrm {CaCO_{3}+Br_{2}+HCOOH\longrightarrow CaBr_{2}+H_{2}O+2\ CO_{2}} }

## Eigenschaften
Calciumbromid kristallisiert wie Calciumchlorid und Strontiumchlorid in der Calciumchloridstruktur, die der Rutilstruktur ähnlich ist. Im gasförmigen Zustand bildet es lineare Moleküle. Es ist auch ein kristallines Hexahydrat bekannt, das trigonal in der Raumgruppe P321 (Raumgruppen-Nr. 150) mit den Gitterparametern a = 8,164 Å und c = 4,016 Å kristallisiert.
An der Luft färbt sich die Verbindung langsam gelb, da sich elementares Brom bildet. Calciumbromid ist in Wasser und Methanol gut, in Ether und Chloroform nur in geringem Maß löslich.

## Verwendung
Calciumbromid wird zur Herstellung von Photoplatten, als Arzneimittel, in Holzschutz- sowie in Flammschutzmitteln eingesetzt.